# Calceolaria parviflora
Calceolaria parviflora är en toffelblomsväxtart som beskrevs av John Gillies och George Bentham. Calceolaria parviflora ingår i släktet toffelblommor, och familjen toffelblomsväxter. Inga underarter finns listade i Catalogue of Life.